# Polícia Civil do Estado do Paraná
A PCPR - Polícia Civil do Paraná é uma das polícias do Paraná, Brasil, órgão do sistema de segurança pública ao qual compete, nos termos do artigo 144, § 4º, da Constituição Federal e ressalvada competência específica da União, as funções de polícia judiciária e de apuração das infrações penais, exceto as de natureza militar.

## Histórico

### Período Colonial
Até 1808 o policiamento existente no território atualmente abrangido pelo Estado do Paraná era realizado segundo as disposições das Ordenações do Reino de Portugal, que já previam as figuras do alcaide, do quadrilheiro, do ministro criminal e outras funções que mantinham a ordem e asseguravam a pacífica convivência nas vilas e povoados.
A partir dessa data, com a criação da Intendência Geral de Polícia da Corte e do Estado do Brasil, de caráter nacional, estendendo as suas normas e instituições para todo o território do Brasil, Reino Unido de Portugal, por elas passou a reger-se a administração policial local.

### Império
Em 1853, ainda sob a égide do Código de Processo Criminal do Império (de 1841) e legislação complementar, é nomeado o bacharel Antônio Manoel Fernandes Junior, primeiro Chefe de Polícia do Paraná, província criada naquele ano pelo desmembramento de parte do território de São Paulo.
Em 15 de julho de 1854, o presidente Zacarias de Góis e Vasconcelos, em relatório apresentado à Assembleia Legislativa Provincial, assim descrevia a situação da polícia da nova província:
“A polícia ressente-se, e nem pode deixar de ressentir-se, da desproporção em que se acham os meios de que dispõe, e as necessidades e serviço à que tem de atender.
A facilidade imensa de passar d’aqui para as províncias vizinhas, principalmente, o Rio Grande do Sul, e também para as repúblicas de língua espanhola e vice-versa, exige, das autoridades do município, que ficam nas extremas desta província com outras e com o estrangeiro, recursos que as  habilitem  à embaraçar o trânsito dos facinorosos, que cruzam essas estradas sem temor de captura, a impedir o uso de armas defesas, aí preponderante, e a fazer em tudo o mais respeitar a lei.
O que se há podido fazer com os poucos recursos atuais, tem-se feito; o mais espero do tempo e de providências, que se não podem improvisar, como sejam a reorganização da guarda nacional, estado completo do corpo provisório, fixação e engajamento da força policial, etc.
O pessoal, que achei funcionando na polícia, conservou-se muitos meses quase intacto, pois raras demissões dei e todas a pedido dos sujeitos, para evitar versões desfavoráveis que ordinariamente acompanham tais mudanças no começo de uma administração.
De certo tempo à esta parte, porém, tem-se feito e continuarei a fazer algumas alterações no pessoal da polícia, quando o exigir a bem entendida utilidade do serviço.”

### Período Republicano

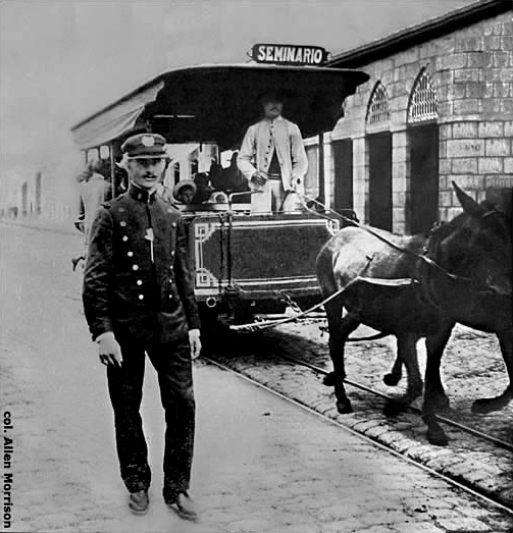
Guarda Civil em 1911.

A República confere autonomia aos estados da Federação em matéria policial, mas o novo Código Criminal de 1890 mantêm os cargos de Chefe de Polícia e de delegado.
A nova Repartição Central de Polícia, adaptada à administração republicana, é, inicialmente, regulamentada em 20 de maio de 1892, recebendo a sua forma definitiva pelo Decreto nº 13, de 12 de janeiro de 1903.
No setor que depois viria a ser conhecido como polícia técnica, o Decreto nº 378, de 1 de junho de 1908, organiza o Gabinete de Identificação e Estatística, o mesmo ocorrendo com o Serviço Médico Legal e de Assistência Pública da Polícia, através do Decreto n° 428, de 27 de julho de 1910.
Uma Guarda Civil, para humanizar o policiamento ostensivo da Capital do Estado, é criada pelo Decreto n° 262, de 17 de junho de 1911, que, também, a regulamenta.
Em mensagem ao legislativo estadual, em fevereiro de 1919, o presidente do Estado Afonso Alves de Camargo, assim se referiu à Polícia Civil: “nos seus múltiplos misteres tem sabido impor-se à confiança pública pela sua orientação serena, enérgica e inteligente. A manutenção da ordem, o combate ao jogo, ao lenocínio e a captura de criminosos, inclusive de outros estados, dão testemunho do esforço despendido pelas autoridades diretamente responsáveis na defesa da ordem pública.”
A polícia de carreira surge em 1922, pela Lei nº 3.052 e o estado é dividido em sete Regiões Policiais, pela Lei n° 2.604, de 6 de março de 1929.
Delegacias, chamadas especializadas, são reformuladas em 1930, como a Delegacia de Vigilância e Investigações (Lei n° 2.752, de 31 de março de 1930) e a  Delegacia de Polícia de Costumes e de Segurança Pública (Decreto n° 32, de 10 de outubro de 1930).
A Secretaria Estadual de Segurança Pública, à qual ficaram subordinadas a Polícia Civil, a Penitenciária e Detenção, a Guarda Civil e a Polícia Militar, foi estabelecida pelo Decreto n° 6.438, de 21 de fevereiro de 1938.
Em 1948, ressurge a Chefatura de Polícia, que passou a ser diretamente subordinada ao governador com as atribuições referentes aos negócios da Segurança Pública (Lei nº 47, de 18 de fevereiro de 1948). Estava estruturada com os seguintes órgãos:
- 1) Gabinete;
- 2) Departamento de Protocolo, Expediente e Contadoria;
- 3) Penitenciária Central do Estado e Prisão Provisória da Capital;
- 4) Guarda Civil;
- 5) Departamento Médico-Legal;
- 6) Departamento do Serviço de Trânsito;
- 7) Instituto de Identificação;
- 8) Laboratório da Polícia Técnica.

Já, em 1962, a Lei n° 4.615, de 9 de julho, recria a Secretaria de Segurança Pública, em substituição à Chefatura de Polícia e o  Decreto n° 9.949/62 aprova o novo Regulamento da Polícia Civil.
Em 1971 a Polícia Civil é estruturada em decorrência da Emenda Constitucional nº 03, com previsão das carreiras policiais e do concurso público.
O Estatuto da Polícia Civil do Estado do Paraná foi sancionado com a  Lei Complementar nº 03, de 1974, regulamentada pelo Decreto n° 4.884, de 24 de abril de 1978.
A denominação da instituição foi alterada pela Lei Complementar nº 14, de 1982, para DEPARTAMENTO DA POLÍCIA CIVIL, dirigido pelo Delegado Geral, cargo para o qual deveria ser nomeado, preferencialmente, um Delegado de Polícia.
Sinal do aperfeiçoamento da instituição em questões de relacionamento com o cidadão, o Decreto n° 6.665, de 4 de novembro de 1985, insere na estrutura organizacional do Departamento da Polícia Civil do Paraná, a delegacia da mulher.
Em 1999, uma nova divisão da estrutura do Departamento foi criada no nível de execução, abrangendo as unidades de polícia judiciária, através do Decreto n° 1.045, de 9 de julho.

## Planos de carreira
| Delegado de Polícia | Investigador de Polícia | Escrivão de Polícia | Papiloscopista de Polícia | Agente de Polícia |
| ------------------- | ----------------------- | ------------------- | ------------------------- | ----------------- |
| 1° Classe           | 1° Classe               | 1° Classe           | 1° Classe                 | 1° Classe         |
| 2° Classe           | 2° Classe               | 2° Classe           | 2° Classe                 | 2° Classe         |
| 3° Classe           | 3° Classe               | 3° Classe           | 3° Classe                 | 3° Classe         |
| 4° Classe           | 4° Classe               | 4° Classe           | 4° Classe                 | 4° Classe         |
|                     | 5° Classe               |                     |                           |                   |

## Organização policial

### Delegacia de polícia
A PCPR - Polícia Civil do Paraná, dirigida pelo Delegado Geral da Polícia Civil, desenvolve os serviços públicos da sua competência, basicamente, através dos Distritos Policiais e Delegacias Policiais. As delegacias distribuídas pelo território estadual, são, nas suas circunscrições, o centro das investigações e dos demais atos de polícia judiciária e pontos de atendimento e proteção à população. São 14 Distritos Policiais na Capital e 375 Delegacias Policiais no Interior do Estado, distribuídos dentro das seguintes áreas:
- Divisão Policial da Capital;
- Divisão Policial do Interior - que subdivide-se em:

1ª. SDP - Paranaguá
2ª. SDP - Laranjeiras do Sul
3ª. SDP - São Mateus do Sul
4ª. SDP - União da Vitória
5ª. SDP - Pato Branco
6ª. SDP - Foz do Iguaçu
7ª. SDP - Umuarama
8ª. SDP - Paranavaí
9ª. SDP - Maringá
10ª. SDP - Londrina
11ª. SDP - Cornélio Procópio
12ª. SDP - Jacarezinho
13ª. SDP - Ponta Grossa
14ª. SDP - Guarapuava
15ª. SDP - Cascavel
16ª. SDP - Campo Mourão
17ª SDP - Apucarana
18ª. SDP - Telêmaco Borba
19ª. SDP - Francisco Beltrão
20ª. SDP - Toledo
21°. SDP - Cianorte
- Divisão de Polícia Metropolitana - Almirante Tamandaré, Campo Magro, Rio Branco do Sul, Colombo, Fazenda Rio Grande, Pinhais, São José dos Pinhais.

### Investigação especializada
Em apoio as delegacias distritais, surgiram as delegacias especializadas decorrentes do desenvolvimento da atividade criminosa que também se especializou, organizou-se em quadrilhas e estendeu as suas ações por largas faixas territoriais. As principais delegacias especializadas reprimem o tráfico de entorpecentes, o roubo e o furto, inclusive de automóveis, as fraudes ou defraudações, sendo certa a inclusão das delegacias de homicídios dentre essas unidades pela importância do bem jurídico protegido que é a vida humana. Entre as especializadas do Paraná se destacam:
- Divisão Estadual de Narcóticos - DENARC

- Delegacia da Mulher
- Delegacia de Proteção ao Meio Ambiente
- Delegacia de Explosivos, Armas e Munições (DEAM)
- Delegacia de Estelionato
- Delegacia de Delitos de Trânsito
- Delegacia de Crimes contra a Economia e Proteção ao Consumidor
- Delegacia do Adolescente (DA)
- Delegacia de Furtos e Roubos (DFR)
- Delegacia de Furtos e Roubos de Veículos (DFRV)
- Delegacia de Homicídios (DHPP)
- Delegacia de Furtos e Roubos de Cargas (DFRC)

### Operações especiais
O Tático Integrado de Grupos de Repressão Especial - T.I.G.R.E é a Tropa de Elite do Estado do Paraná, subordinada à Polícia Civil. Atua em ações específicas no curso de delitos em que haja a figura do refém, tais como seqüestro, roubo, cárcere privado, violação de domicílio, extorsão mediante seqüestro e rapto.
Dispõe de um Grupo de Apoio Técnico que realiza investigações, informatizando dados e informações de forma a oferecer o necessário suporte à unidade e de um Grupo de Resgate, que dotado de pessoal especializado em operações de alto risco, opera na modalidade de outros congêneres tipo SWAT.

### Crise e problemas
A Polícia Civil do Paraná, assim como, as demais instituições políciais do resto do país vem sofrendo com a falta de efetivos policiais, efeito da pouca preocupação dos governos com a segurança pública, de uma suposta tese da doutrina crítica de que o aumento de efetivos não melhora a segurança, e com a burocracia nos processos formadores, em 2011 mais de 270  municipios paranaenses não possuiam um delegado de polícia.
Um plano implementado pelo governo do Estado em 2011, com o nome de "Paraná Seguro", promete melhorar a situação de pessoal e equipamentos da polícia civil, e se for implementado seria reconhecido como o maior plano de segurança pública do país, até o momento o estado do Paraná é o estado mais defasado proporcionalmente em efetivos da Federação refletindo diuturnamente na percepção da violência.